# Shut Your Mouth
Shut Your Mouth fu il quarto e ultimo singolo estratto dall'album "Beautifulgarbage" della band Garbage.

## Video musicali
Due video musicali sono stati girati per "Shut Your Mouth". Il primo era un video promo 2D/3D animato, diretto da Henry Moore Selder tra il maggio e il giugno del 2002.
Ma né i Garbage né la Mushroom Records sono stati soddisfatti con il video d'animazione, e hanno commissionato un secondo video per la pubblicazione nel Regno Unito. È stato così deciso di fare un video remixando due filmati ripresi dal vivo uno da MTV a Londra e uno dalla WDR in Colonia girati nel mese di aprile 2002.
Entrambe le versioni del video di "Shut Your Mouth" sono state disponibile in commercio in formato QuickTime sia su CD. Una versione rimasterizzata della versione live di "Shut Your Mouth" è stata inclusa nel 2007 nel DVD greatest hits Absolute Garbage e reso disponibile come download digitale attraverso i servizi musicali online dello stesso anno.

## Tracce
- Australian CD maxi FMR MUSH106CDS
- European CD maxi Play It Again, Sam MUSH106CDM

1. "Shut Your Mouth" - 3:25
2. "Happiness Pt. 2" - 5:57
3. "Only Happy When it Rains (Live)" - 4:15
4. "Wild Horses (Live)" - 4:53

- UK CD1 Mushroom MUSH106CDS

1. "Shut Your Mouth" - 3:25
2. "Sex Never Goes Out of Fashion" - 3:54
3. "Shut Your Mouth - Jolly Music scary mix" - 5:22
4. "Shut Your Mouth" (video) - 3:25

- UK CD2 Mushroom MUSH106CDSX

1. "Shut Your Mouth" - 3:25
2. "April Tenth" - 4:25
3. "Shut Your Mouth - Jagz Kooner vocal mix" - 4:39
4. "Shut Your Mouth - Live Version" (video) - 3:27

- UK CD3 Mushroom MUSH106CDSXXX

1. "Shut Your Mouth" - 3:25
2. "I'm Really Into Techno" - 1:22
3. "Wild Horses (Live)" - 4:53

## Classifiche
| Classifica (2002) | Posizione massima |
| ----------------- | ----------------- |
| Australia         | 74                |
| Regno Unito       | 20                |

## Date di pubblicazione
| Data rilascio     | Paese       | Casa discografica                 | Formato         |
| ----------------- | ----------- | --------------------------------- | --------------- |
| 24 giugno 2002    | Germania    | PIAS Recordings                   | CD maxi         |
| 8 luglio 2002     | Europa      | PIAS Recordings                   | CD maxi         |
| 8 settembre 2002  | Australia   | Festival Records                  | CD maxi         |
| 23 settembre 2002 | Regno Unito | Mushroom Records UK               | 3×CD single set |
| Ottobre 2002      | Canada      | Interscope/Universal Music Canada | Airplay         |